# Nominet
Nominet (ou Nominet UK) est la société britannique qui gère le registre de noms de domaine .uk et d'autres registres associés au Royaume-Uni.

## Histoire
Le domaine de premier niveau .uk est utilisé depuis 1985. Son registre était au départ géré par un simple comité mais l'afflux des demandes de noms de domaine au milieu des années 1990 et les conflits qui s'ensuivent nécessitent la mise en place de nouvelles règles[réf. souhaitée].
Nominet est créée dans ce but en 1996 sous la forme juridique d'une « private, not-for-profit membership company, limited by guarantee ».
Son succès lui permet dès 1999 de disposer de réserves financières considérables, et controversées.
Depuis 2008, les surplus accumulés par la société sont versés à la fondation « Nominet Trust » en vue de financer des projets utiles à la communauté internet britannique.[réf. souhaitée]
Le siège social de Nominet est situé à Oxford.  La société a aussi des bureaux à Londres et à Washington et une filiale « Nominet US Inc. » en Californie.
En février 2021, à la suite entre autres d'une tentative de transformer Nominet d'une société sans but lucratif en une société commerciale, des membres ont exigé la tenue d'un Extraordinary General Meeting (EGM, assemblée générale extraordinaire). Elle a été tenue le 22 mars 2021.
La proposition de retirer cinq directeurs du conseil d'administration a été adoptée sur les scores de 53,5 % en faveur et de 47,26 % contre,.
Cinq des membres fondateurs de Nominet ont signifié leur engagement à soutenir les candidatures de Michael Lyons (en) (directeur du BBC Trust de 2007 à 2011) et d'Axel Pawlik (directeur de gestion de RIPE en 2021).

## Missions
La principale mission de Nominet est la vente de noms de domaine Internet aux utilisateurs qui en font la demande. La vente se fait en général via un bureau d'enregistrement (en anglais : registrar).
Nominet offre de plus un service de médiation dans les conflits entre demandeurs d'un même nom de domaine et contribue à l'information du public sur Internet et la cybersécurité[réf. souhaitée].
Nominet gère notamment :
- le domaine de premier niveau national britannique .uk ;
- d'autres domaines de premier niveau tels que .cymru, .wales, .london, .bm, .gg, etc. ;
- des domaines de second niveau tels que .org.uk destiné aux organisations non lucratives, .net.uk destiné aux fournisseurs d'accès à Internet, .ltd.uk réservé aux limited companies britanniques (le sous-domaine doit correspondre au nom de la compagnie), .plc.uk réservé aux public limited companies britanniques, etc. ;
- des domaines de premier niveau indépendants qui fonctionnent en fait comme des domaines de deuxième niveau, par exemple .gov.uk pour les services gouvernementaux et .ac.uk pour les établissements d'enseignement et de recherche britanniques[réf. souhaitée].